# Iotaphora admirabilis
Iotaphora admirabilis är en fjärilsart som beskrevs av Charles Oberthür 1883. Iotaphora admirabilis ingår i släktet Iotaphora och familjen mätare. Inga underarter finns listade i Catalogue of Life.